# پیوتر سوکولوف (بازیکن فوتبال)
پیوتر سوکولوف (انگلیسی: Pyotr Sokolov; ۲۸ دسامبر ۱۸۹۰ – ۱۱ مهٔ ۱۹۷۱) بازیکن فوتبال اهل روسیه بود.
وی همچنین در تیم ملی فوتبال روسیه بازی کرده‌است.